# Tuvanski jezik
Tuvinski jezik (tuvanski; ISO 639-3: tyv; na tuvanskom: тыва дыл (tyva dyl)), također poznat i kao tuvinski jezik, je jedan od turkijskih jezika. Govori ga preko 230 000 ljudi (Tuvinci) u Republici Tuvi u srednjem južnom Sibiru, te u Kini 2400 (H. Wu 1999.) i 27 000 i Mongoliji (Johnstone 1993.). Jezik ima mnoštvo posuđenica iz mongolskog jezika, i nekoliko riječi iz ruskog jezika.
Piše ga se izmijenjenom inačicom ruske abecede, uz tri dodatna slova:: Ңң (latin "ng" or "ŋ"), Өө (latin "ö"), Үү (latin "ü").  Abecedni niz je isti kao u ruskom, uz dodatak da je Ң smješten iza Н, Ө iza О, i Ү iza У.

## Vanjske poveznice
- Ethnologue (14th)
- Ethnologue (15th)
- Ethnologueovo izvješće o tuvanskom jeziku

Primjer tuvanskog jezika se može naći ovdje: 
- Enesay.com - Tuvanska literatura i mitologija